# 854 Фростія
854 Фростія (854 Frostia) — астероїд головного поясу, відкритий 3 квітня 1916 року.
Тіссеранів параметр щодо Юпітера — 3,518.